# Gioacchino (nome)
Gioacchino  è un nome proprio di persona italiano maschile.

## Varianti
- Maschili: Gioachino[1], Giacchino, Giachino, Giovacchino, Iachino
- Femminili: Gioacchina, Gioachina, Giovacchina

### Varianti in altre lingue
- Basco Jokim[1]
- Catalano: Joaquim[1]
  - Ipocoristici: Quim[1]
  - Femminili: Joaquima[2]
- Ceco: Jáchym[1]
- Danese: Jokum[1], Joachim[1]
  - Ipocoristici: Kim[1]
- Finlandese: Jaakkima[1], Joakim[1]
  - Ipocoristici: Aki[1], Kim[1], Kimi[1]
- Francese: Joachim[1], Josquin
- Inglese: Joachim
- Ligure: Gioachin[3]
- Macedone: Јоаким (Joakim)[1]
- Norvegese: Joachim[1]
  - Ipocoristici: Kim[1]
- Olandese: Jochem[1]
- Polacco: Joachim[1]
- Portoghese: Joaquim[1]
  - Ipocoristici: Quim[1]
- Russo: Аким (Akim)[1], Яким (Jakim)[1]
- Serbo: Јоаким (Joakim)[1]
- Spagnolo: Joaquín[1]
  - Ipocoristici: Chimo[1]
  - Femminili: Joaquina[4]
- Svedese: Joachim[1]
  - Ipocoristici: Kim[1]
- Tedesco: Joachim[1], Jochem[1], Jochen[1], Jochim[1]
  - Ipocoristici: Achim[1], Jo[1]
- Ungherese: Joachim

## Origine e diffusione
Può trattarsi di una forma contratta tanto di Yehoyakhin quanto di Yehoyakim, due nomi ebraici: il primo significa "stabilito da Yahweh" o "Yahweh ha stabilito", e nell'Antico Testamento è il nome di Ioiachin, un re di Giuda imprigionato a Babilonia da Nabucodonosor II; il secondo significa "innalzato da Yahweh" o "Yahweh ha innalzato", ed è portato da un altro re, Ioiakim, padre del precedente.
Nella tradizione cristiana, Gioacchino è il nome attribuito al padre di Maria, analogamente a Imran in quella islamica. Il nome si diffuse nell'Europa cristiana durante il Medioevo proprio grazie alla venerazione verso tale figura.
Il nome Kim può in alcuni casi essere un ipocoristico della forma scandinava Joachim. Un altro ipocoristico è Aki, che coincide con un nome femminile giapponese.

## Onomastico
L'onomastico viene festeggiato il 26 luglio in memoria di san Gioacchino, marito di sant'Anna e padre della Madonna. Con questo nome si ricordano anche:
- 16 aprile, beato Gioacchino da Siena, religioso dei Servi di Maria
- 28 agosto, santa Gioacchina de Vedruna, fondatrice della congregazione delle Suore Carmelitane della Carità

## Persone

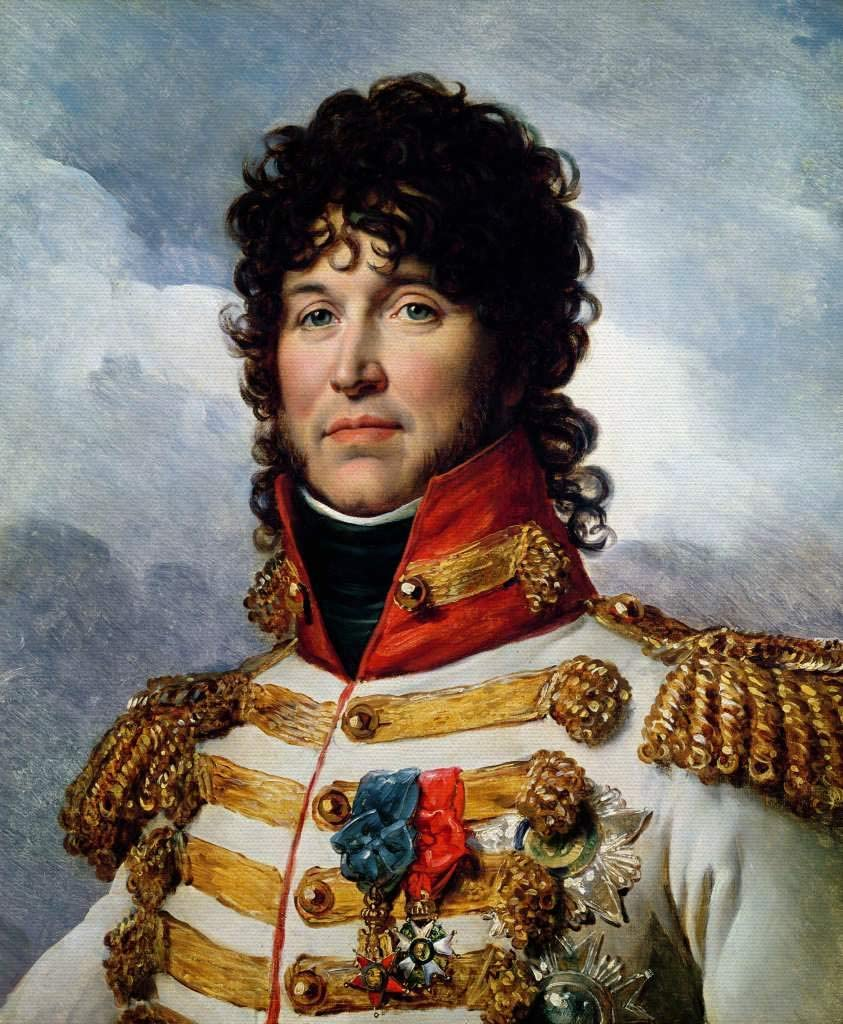
Gioacchino Murat

- Gioacchino Calabrò, fantino e avvocato italiano
- Gioacchino Cocchi, compositore italiano
- Gioacchino Conti, cantante lirico italiano
- Gioacchino da Fiore, abate, teologo e scrittore italiano
- Gioacchino de Gemmis, vescovo cattolico e rettore italiano
- Gioacchino Dolci, disegnatore, antifascista e imprenditore italiano
- Gioacchino La Lomia, presbitero e missionario italiano
- Gioacchino Murat, generale francese e re di Napoli
- Gioacchino Paparelli, critico e insegnante italiano
- Gioacchino Ventura, predicatore e filosofo italiano
- Gioacchino Volpe, storico e politico italiano

### Variante Gioachino

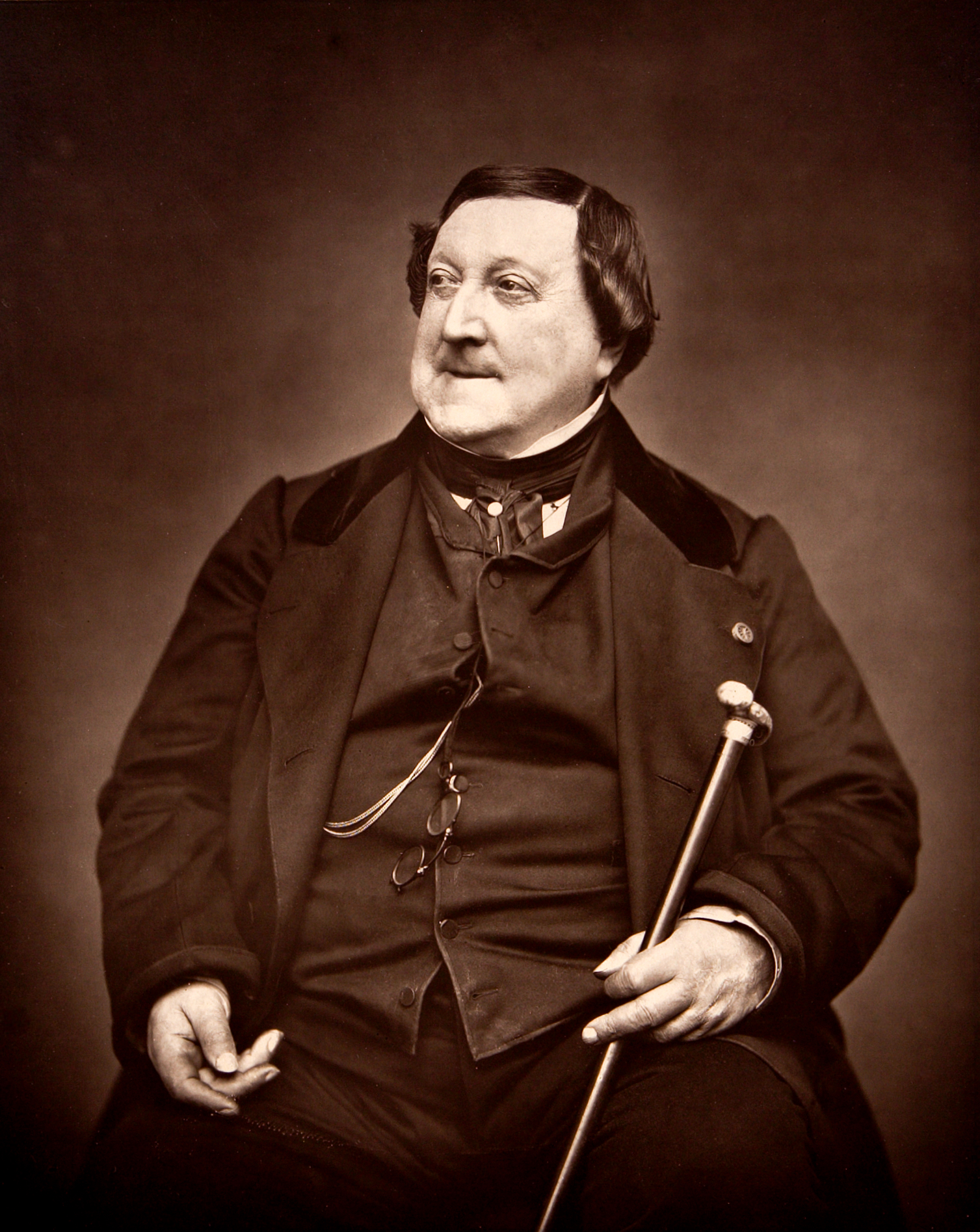
Gioachino Rossini

- Giuseppe Gioachino Belli, poeta italiano
- Gioachino Colombo, progettista italiano
- Gioachino Greco, scacchista italiano
- Gioachino Oleotti, partigiano italiano
- Gioachino Rossini, compositore italiano
- Gioachino Testa, avvocato e patriota italiano
- Gioachino Traversa, violinista e compositore italiano
- Gioachino Zopfi, imprenditore svizzero

### Variante Giovacchino

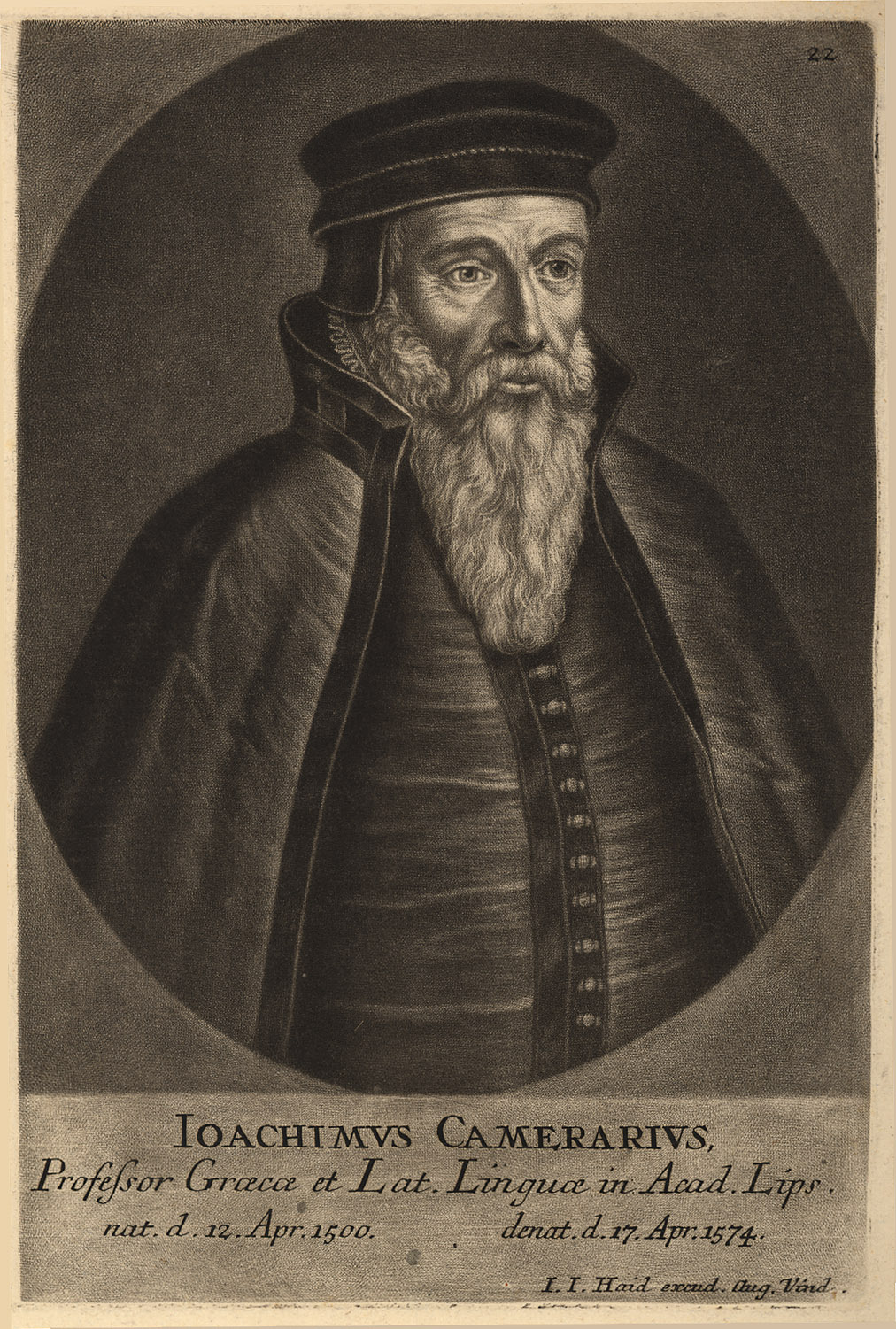
Joachim Camerarius il Vecchio

- Giovacchino Gaspero Carcacci, artigiano italiano
- Giovacchino Forzano, avvocato, editorialista, drammaturgo, regista e librettista italiano
- Giovacchino Limberti, arcivescovo cattolico italiano
- Giovacchino Magherini, calciatore italiano

### Variante Joachim

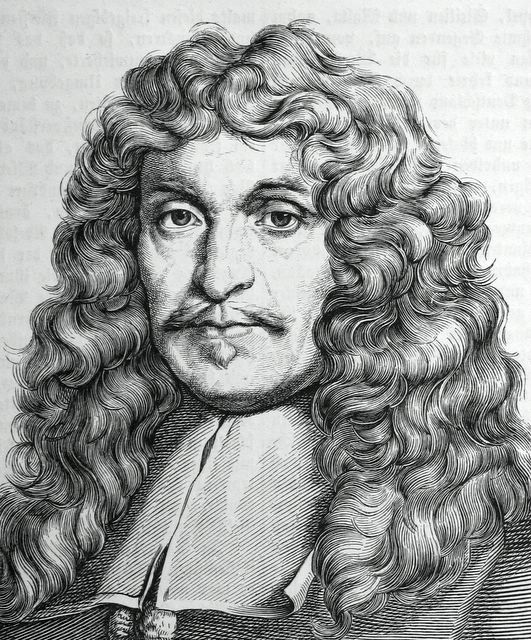
Joachim von Sandrart

- Joachim Beuckelaer, pittore fiammingo
- Joachim Björklund, calciatore svedese
- Joachim Camerarius il Vecchio, umanista tedesco
- Joachim Dalsass, politico italiano
- Joachim De Gasperi, calciatore italiano
- Joachim Lafosse, regista e sceneggiatore belga
- Joachim Latacz, filologo e grecista tedesco
- Joachim Löw, allenatore di calcio e calciatore tedesco
- Joachim Meisner, cardinale e arcivescovo cattolico tedesco
- Joachim Mrugowski, medico tedesco
- Joachim Olsen, politico e atleta danese
- Joachim von Ribbentrop, politico tedesco
- Joachim von Sandrart, pittore, storico dell'arte e traduttore tedesco
- Joachim Winkelhock, pilota automobilistico tedesco

### Variante Joakim

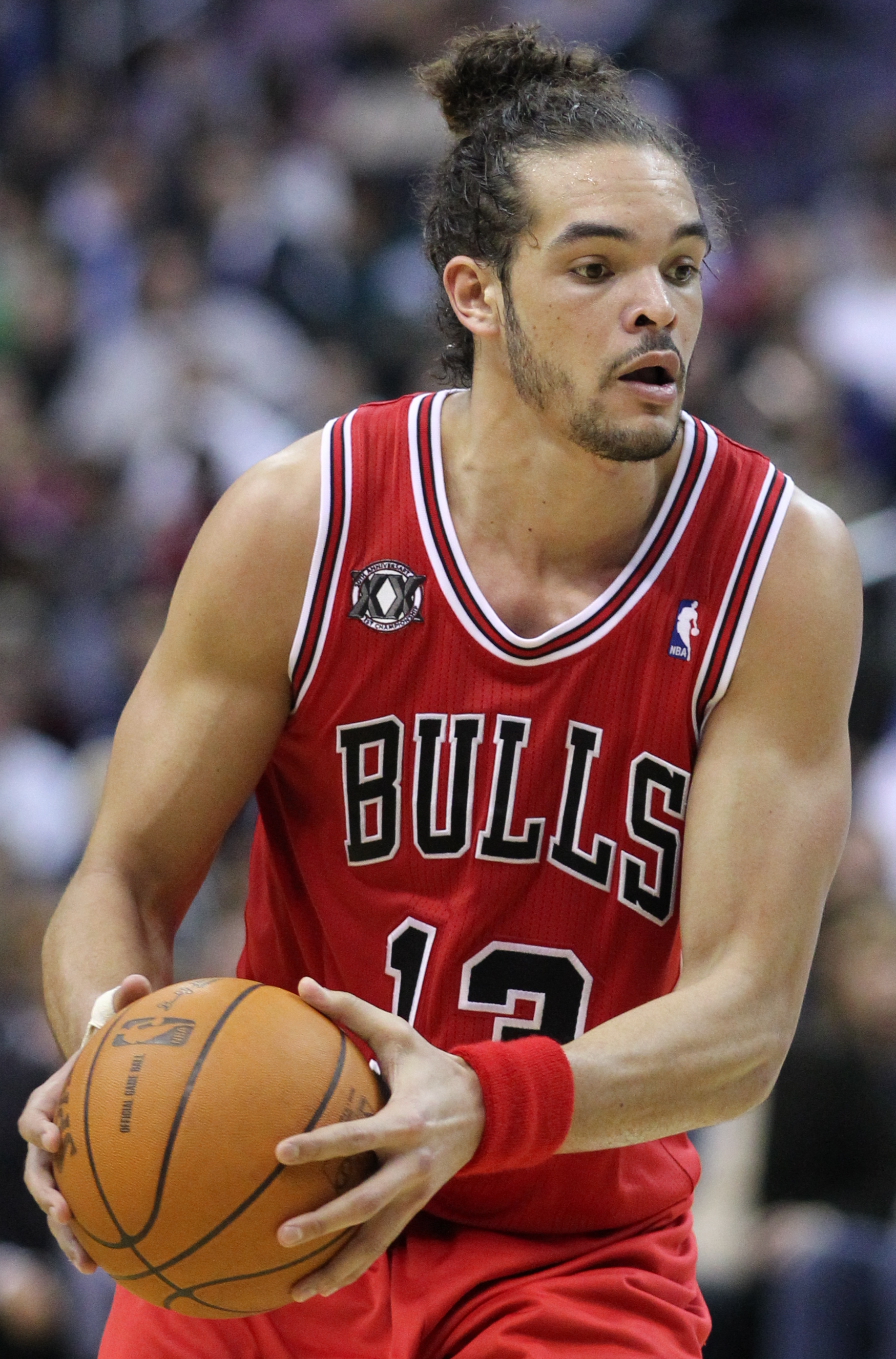
Joakim Noah

- Joakim Alexandersson, calciatore svedese
- Joakim Austnes, calciatore norvegese
- Joakim Blom, cestista svedese
- Joakim Bonnier, pilota automobilistico svedese
- Joakim Hillson, cantante svedese
- Joakim Karlsson, thaiboxer e kickboxer svedese
- Joakim Kjellbom, cestista svedese
- Joakim Våge Nilsen, calciatore norvegese
- Joakim Nilsson, calciatore svedese
- Joakim Noah, cestista statunitense
- Joakim Nyström, tennista svedese
- Joakim Persson, calciatore svedese
- Joakim Sjöhage, calciatore svedese
- Joakim Svalberg, tastierista svedese

### Variante Joaquim

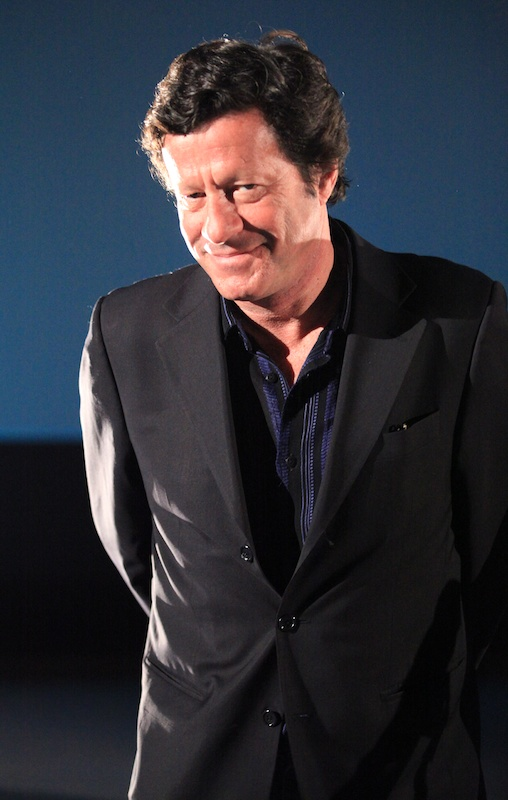
Joaquim de Almeida

- Joaquim Agostinho, ciclista su strada e pistard portoghese
- Joaquim Carvalho, calciatore portoghese
- Joaquim Chissano, politico mozambicano
- Joaquim Cruz, atleta brasiliano
- Joaquim de Almeida, attore portoghese
- Joaquim Rifé, allenatore di calcio e calciatore spagnolo
- Joaquim Rodríguez, ciclista su strada spagnolo
- Joaquim Videira, schermidore portoghese

### Variante Joaquín
- Joaquín Almunia, politico spagnolo

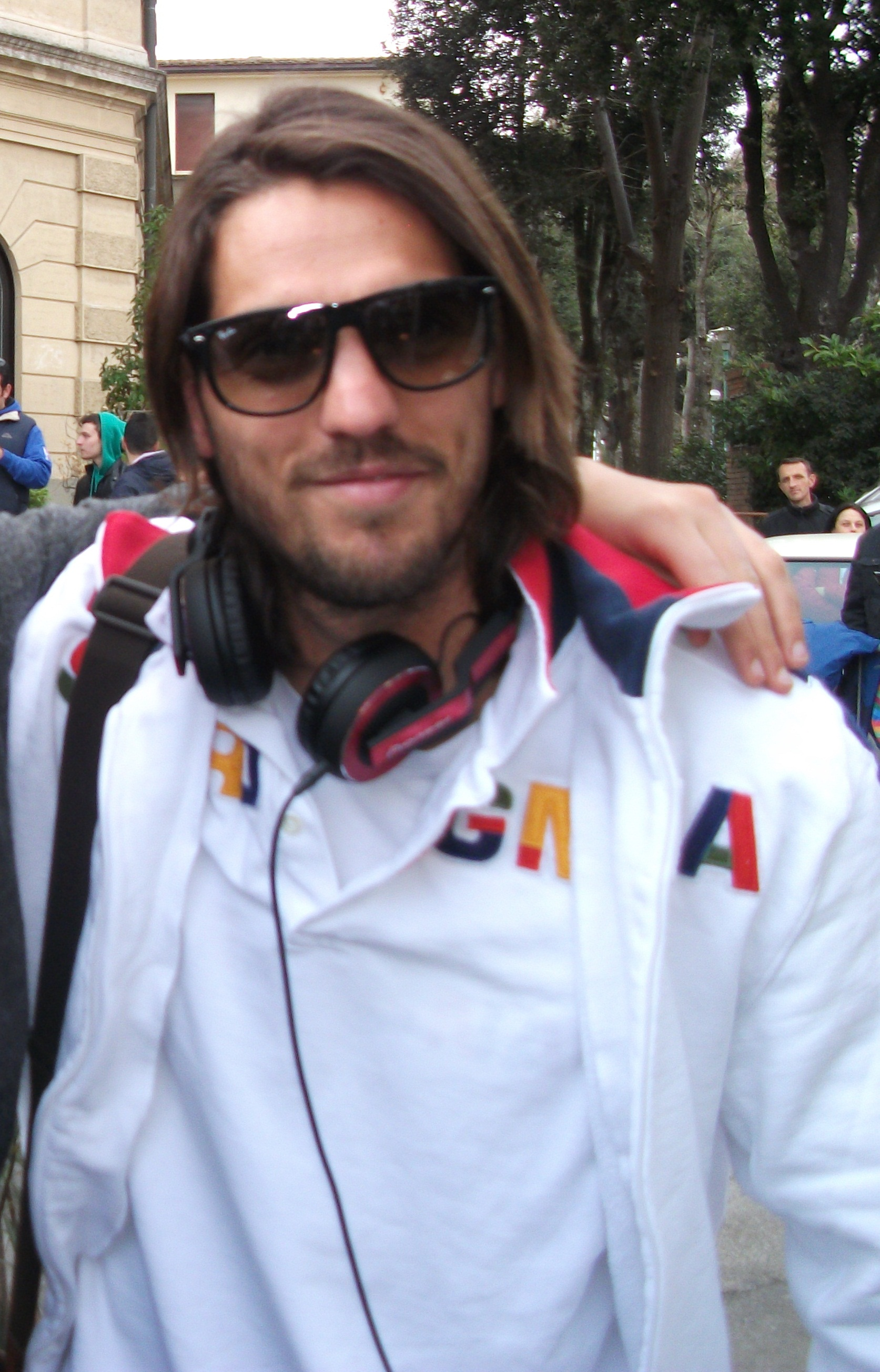
Joaquín Larrivey

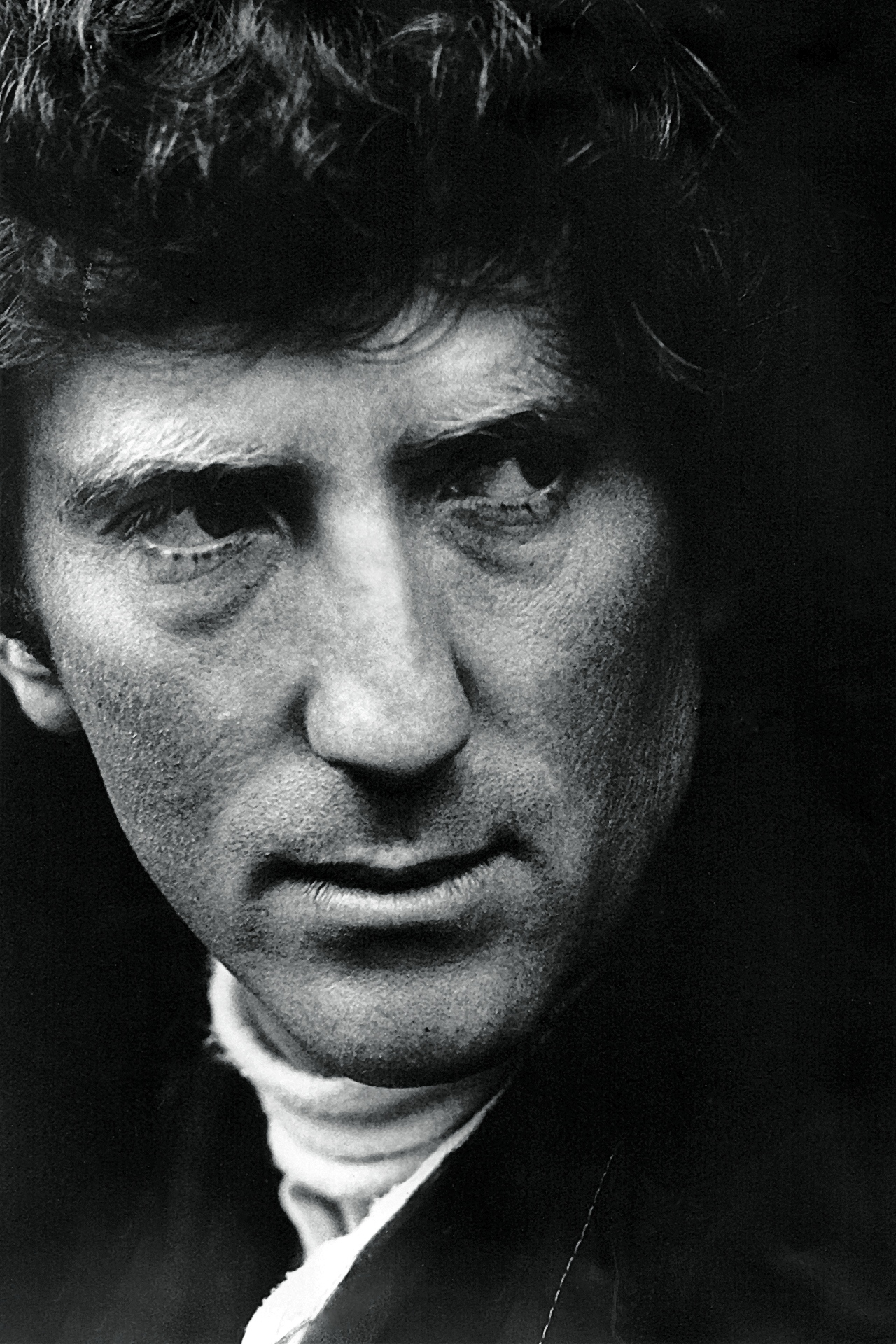
Jochen Rindt

- Joaquín Alonso, calciatore spagnolo
- Joaquín Beltrán, calciatore messicano
- Joaquín Boghossian, calciatore uruguaiano
- Joaquín Caparrós, allenatore di calcio spagnolo
- Joaquín Chapaprieta, politico spagnolo
- Joaquín Cortés, ballerino spagnolo
- Joaquín Cortizo, calciatore spagnolo
- Joaquín de Montserrat, nobile spagnolo
- Joaquín Enseñat, cestista spagnolo
- Joaquín Galera, ciclista su strada spagnolo
- Joaquín Larrivey, calciatore argentino
- Joaquín Murillo, calciatore spagnolo
- Joaquín Navarro-Valls, giornalista e medico spagnolo
- Joaquín Rodrigo, compositore e pianista spagnolo
- Joaquín Sabina, cantautore e poeta spagnolo
- Joaquín Ventura, calciatore salvadoregno

### Variante Jochen
- Jochen Babock, bobbista tedesco
- Jochen Busse, attore e cabarettista tedesco
- Jochen Mass, pilota automobilistico tedesco
- Jochen Pollex, cestista tedesco
- Jochen Rindt, pilota automobilistico austriaco
- Jochen Schöps, pallavolista tedesco
- Jochen Schümann, velista tedesco
- Jochen Strobl, combinatista nordico italiano

### Variante Achim

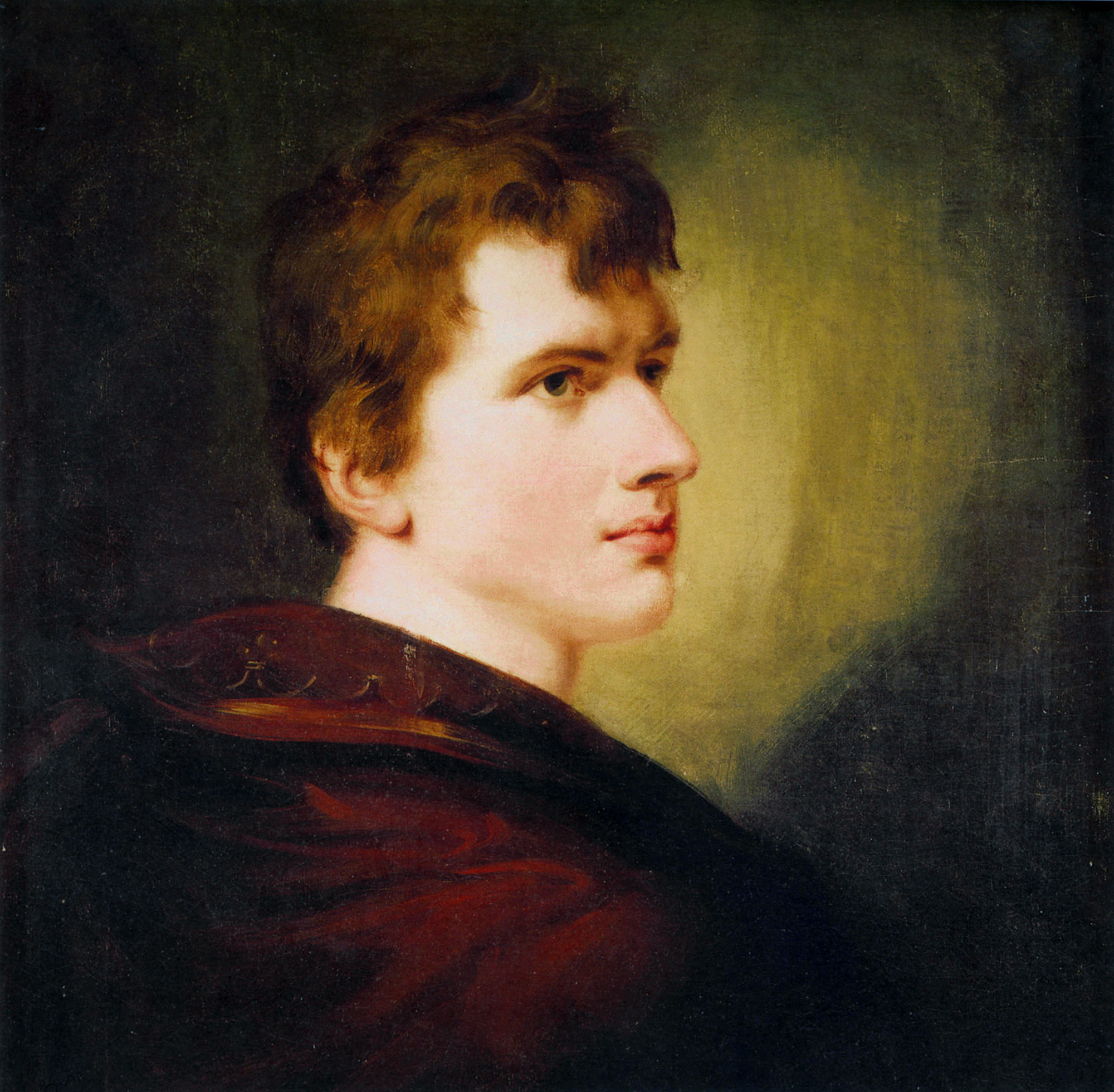
Achim von Arnim

- Achim Bellmann, schermidore e pentatleta tedesco
- Achim Benning, attore, regista teatrale e direttore artistico tedesco
- Achim Kirschning, bassista tedesco
- Achim Mentzel, cantante e conduttore televisivo tedesco
- Achim Vogt, sciatore alpino liechtensteinese
- Achim von Arnim, scrittore tedesco

### Variante Aki
- Aki Hakala, batterista finlandese
- Aki Karvonen, fondista finlandese

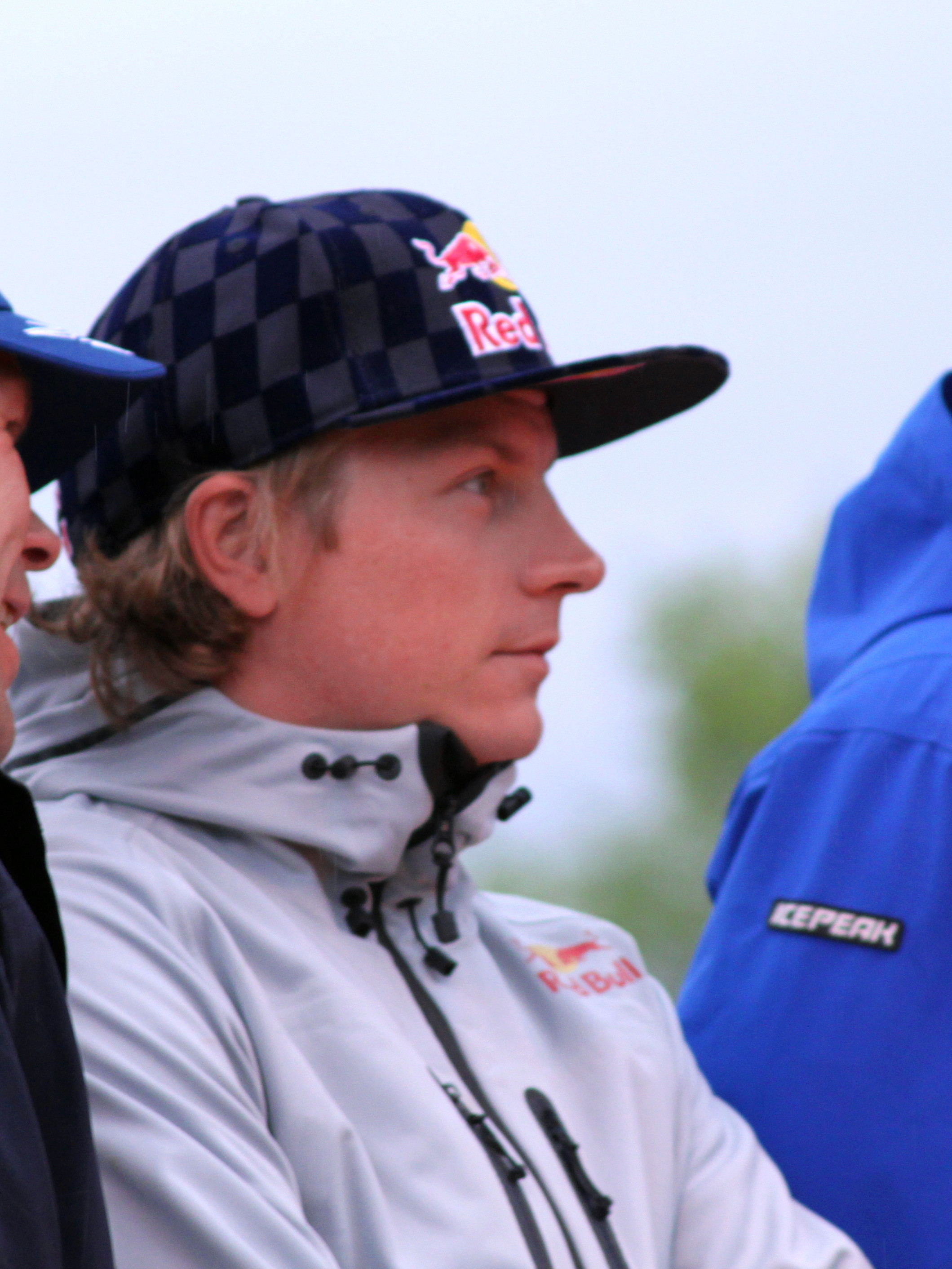
Kimi Räikkönen

- Aki Kaurismäki, regista, sceneggiatore e produttore cinematografico finlandese
- Aki Lahtinen, calciatore finlandese
- Aki Parviainen, atleta finlandese
- Aki Riihilahti, calciatore finlandese
- Aki Schmidt, allenatore di calcio e calciatore tedesco

### Altre varianti maschili

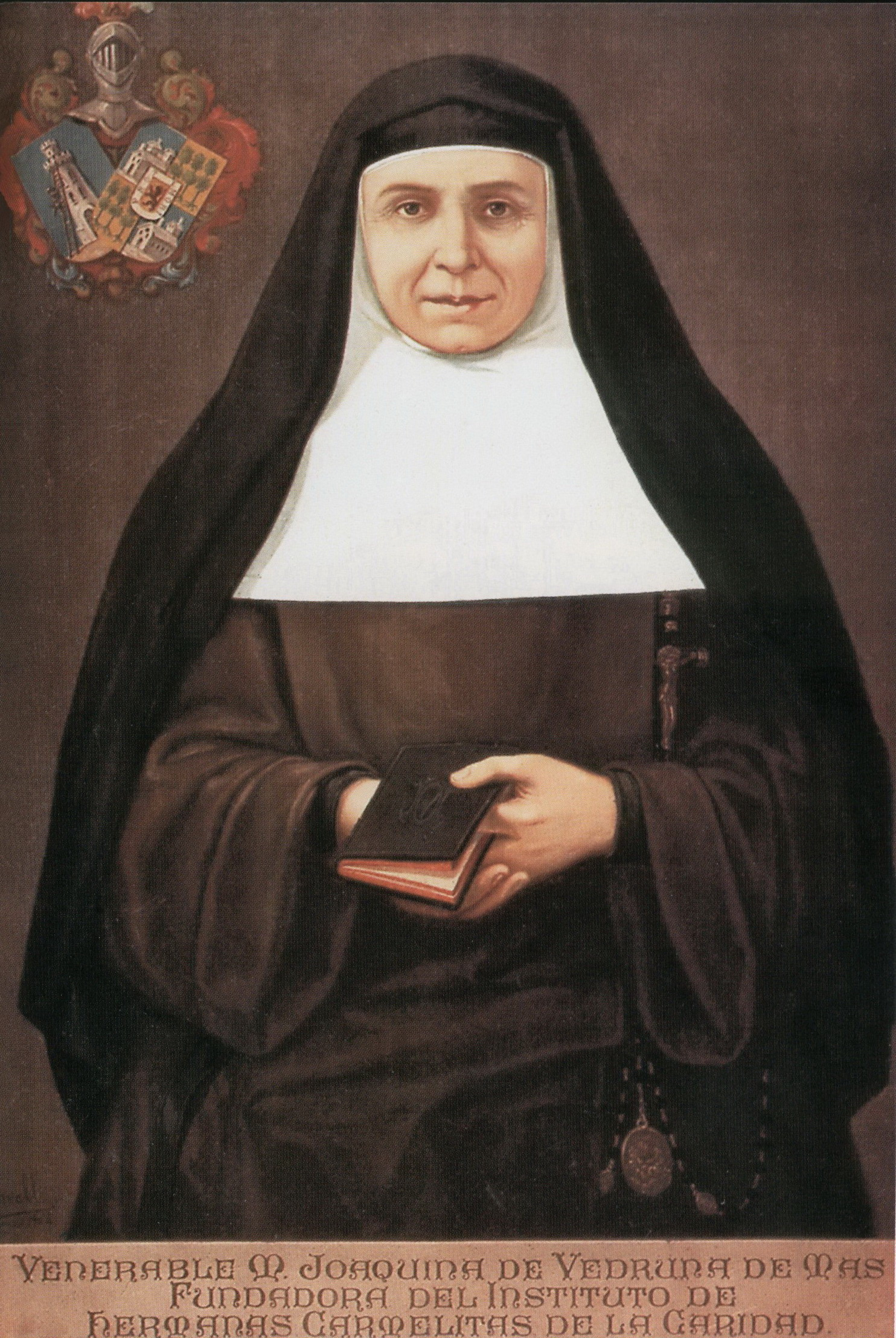
Gioacchina de Vedruna

- Josquin Desprez, compositore fiammingo
- Quim Gutiérrez, attore spagnolo
- Jochem Jansen, calciatore olandese
- Quim Monzó, scrittore spagnolo
- Kimi Räikkönen, pilota automobilistico finlandese
- Akim Tamiroff, attore statunitense
- Jáchym Topol, scrittore ceco

### Varianti femminili
- Gioacchina de Vedruna, religiosa e santa spagnola